# 黒住宗晴
黒住 宗晴（くろずみ むねはる、1937年（昭和12年）9月18日 - ）は、日本の宗教家。黒住教6代目教主（名誉教主）。日本会議の関連団体「明治の日推進協議会」代表委員。元日本会議代表委員。

## 経歴
岡山県岡山市出身。黒住教の5代目教主である黒住宗和の長男として生まれる。1973年に父の跡を継いで黒住教の6代目教主に就任。1974年に本部を吉備の中山・神道山に遷座し、1990年（平成2年）には神道山で「神道国際研究会」の開催に尽力した。
2017年（平成29年）に黒住教の教主を退任。生前による退任は教団立ち上げ以来初である。退任後は黒住教の名誉教主に就任。

## 著書
- 『みそしるの心』（1966年、日新社）
- 『太陽といのちの奇跡』（1972年、日芸出版社）
- 『心を語る：黒住教教主対談・随筆集』（1974年、黒住教日新社）
- 『道ごころ 教主黒住宗晴著作集』（1980年、黒住教日新社）
- 『道ごころ 教主黒住宗晴著作集2』（1984年、黒住教日新社）
- 『大調和』（1980年、日芸出版社）
- 『心を語る：黒住教教主対談集』（1985年、日本文教出版）
- 『講演集 まろこと（黒住教教主）』（1986年、黒住教本部）
- 『道ごころ 教主黒住宗晴著作集第4集』（1993年、黒住教日新社）
- 『道ごころ 第6集 献呈署名入（黒住教教主就任三十年記念）』（2003年、黒住教日新社）
- 『黒住教、江戸末期から明治への奔流』（2012年、黒住教日新社）